# Esmée van Kampen
Pour les articles homonymes, voir van Kampen.
 (octobre 2018).
Si vous disposez d'ouvrages ou d'articles de référence ou si vous connaissez des sites web de qualité traitant du thème abordé ici, merci de compléter l'article en donnant les références utiles à sa vérifiabilité et en les liant à la section « Notes et références ».
Esmée van Kampen, née le 30 novembre 1987 à Capelle aan den IJssel, est une actrice, chanteuse et présentatrice néerlandaise.

## Filmographie

### Cinéma
- 2010 : Loft : Anja
- 2012 : Lieve Céline (nl) : Brooke Heinke
- 2015 : Prinses op de Erwt : Prinses Karin
- 2016 : De zevende hemel (nl) : Martha
- 2016 : Rokjesdag (nl)	: Vriendin
- 2017 : Alles voor Elkaar : Lina
- 2018 : Gek van Oranje : Janice

### Téléfilms
- 2011-2017 : Komt een man bij de dokter (nl) : Esther Kramer e.a.
- 2014 : Divorce
- Depuis 2014 : Familie Kruys (nl) : Dewi Smit
- 2015 : Sinterklaas op weg naar pakjesavond : Kaatje
- 2015 : Tessa (nl) : Hanneke van Lier
- 2016 : De TV Kantine (nl) : Penelope Garcia
- 2016 : Caps Club (nl) : Saskia van Doorn
- 2017 : Kroongetuige (nl) : de Kroongetuige
- 2017 : Mees Kees (nl)	: Bazin
- 2018 : De TV Kantine (nl) : Verschillende rollen

## Discographie

### Comédies musicales
- 2009-2010 : Hairspray : Tracy Turnb
- 2011	: Purper (nl) : Rôle inconnu
- 2013-2014 : Sister Act : Zuster Maria Patricia
- 2017-2018 : Niet Schieten! Tijd voor een trio : Rôle inconnu

## Animation
- 2015	: De Leukste Websnacks : Co-présentatrice
- 2016	: Carlo's TV Café (nl) : Co-présentatrice